# Kopsia
Kopsia és un gènere de fanerògames de la família de les Apocynaceae. Comprèn 50 espècies descrites i només 24 n'han estat acceptades.

## Descripció
Són herbes bracteades, amb inflorescències espigades, glandular-pubescents. Les bràctees com a fulles, però en general una mica menors. Bractèoles, si està present, 2, gairebé tan llargues com el calze, lliure, poques vegades adnades al tub del calze. Calze acampanat, 4 (-5) amb dents, o dividits en dos segments laterals. Corol·la campanulada, infundibuliforme a gairebé tubulosa, llavi bilabial, superior ± 2 lòbuls, sovint erecte; llavi inferior 3-lobat, amb lòbul mitjà amb freqüència una mica més gran que els laterals. Els fruits són càpsules ovoides, oblongues a esferoides, amb moltes llavors molt petites, de color marró.

## Taxonomia
El gènere va ser descrit per Carl Ludwig Blume i publicat a Catalogus van eenige der Merkwaardigste Zoo 12. 1823.

## Espècies seleccionades
- Kopsia alba Ridl. ex M.R.Hend.
- Kopsia albiflora Boerl.
- Kopsia angustipetala Kerr
- Kopsia arborea Blume
- Kopsia carolinensis Kaneh.
- Kopsia dasyrachis Ridl.
- Kopsia grandifolia D.J.Middleton
- Kopsia fruticosa (Roxb.) A.DC.

- Llista completa d'espècies